# Eliminatoria para el Fútbol Femenino en los Juegos Panafricanos de 2015
La Eliminatoria para el Fútbol Femenino en los Juegos Panafricanos de 2015 fue la fase de clasificación para el deporte en los Juegos Panafricanos de 2015 a celebrarse en la República del Congo.

## Formato
La eliminatoria estuvo integrada por 17 selecciones mayores las cuales jugaron bajo un formato de eliminación directa dividida en dos fases, en las que las 7 selecciones vencedoras clasificaron a los Juegos Panafricanos de 2015 junto a la selección anfitriona República del Congo.

## Primera ronda
| Equipo 1   | Agr. | Equipo 2     | Ida | Vuelta |
| ---------- | ---- | ------------ | --- | ------ |
| Malí       | w/o1 | Gabón        | —   | —      |
| Madagascar | 2–3  | Botsuana     | 1–3 | 1–0    |
| Libia      | w/o  | Guinea-Bisáu | —   | —      |

1: Gabón y Libia abandonaron el torneo. Gabon were not approved to travel by the Ministry of Youth and Sports.

## Segunda ronda
Los vencedores de esta ronda clasifican a los Juegos Panafricanos de 2015.
| Equipo 1     | Agr. | Equipo 2        | Ida | Vuelta |
| ------------ | ---- | --------------- | --- | ------ |
| Malí         | 1–9  | Nigeria         | 1–1 | 0–8    |
| Botsuana     | 0–6  | Sudáfrica       | 0–1 | 0–5    |
| Ghana        | 4–3  | Zimbabue        | 2–1 | 2–2    |
| Zambia       | 5–6  | Tanzania        | 2–4 | 3–2    |
| Etiopía      | 2–4  | Camerún         | 1–2 | 1–2    |
| Guinea-Bisáu | w/o1 | Costa de Marfil | —   | —      |
| Egipto       | 2–1  | Senegal         | 0–0 | 2–1    |

1: Guinea-Bisáu abandonó el torneo.

## Equipos Clasificados
Los siguientes 8 equipos clasificaron a los Juegos Panafricanos de 2015 a celebrarse en la República del Congo:
| País              | Apariciones | Ediciones1       |
| ----------------- | ----------- | ---------------- |
| Congo (anfitrión) | 0 (debut)   | -                |
| Costa de Marfil   | 0 (debut)   | -                |
| Tanzania          | 1           | 2011             |
| Nigeria           | 2           | 2003, 2007       |
| Sudáfrica         | 3           | 2003, 2007, 2011 |
| Camerún           | 2           | 2003, 2011       |
| Egipto            | 0 (debut)   | -                |
| Ghana             | 2           | 2007, 2011       |

1 En Negrita indica la edición en la que fue campeón. En Cursiva indica la edición en la que fue el país anfitrión.
El 26 de agosto de 2015 la CAF anunció que Egipto abandonó el torneo. Senegal, la selección a la que Egipto eliminó en la fase previa, declinó sustituirlo debido a que se les notificó con poco tiempo, por lo que solo 7 naciones formaron parte del torneo.